# Animali fantastici - I crimini di Grindelwald
Animali fantastici - I crimini di Grindelwald (Fantastic Beasts: The Crimes of Grindelwald) è un film del 2018 diretto da David Yates.
La pellicola è il secondo episodio della serie Animali fantastici, spin-off e prequel della serie cinematografica di Harry Potter, ispirata all'omonimo romanzo di J. K. Rowling, qui anche sceneggiatrice. Il film ruota attorno alle vicende di Newt Scamander e Albus Silente che cercano di ostacolare il mago oscuro Gellert Grindelwald.

## Trama
Nel 1927, il Magico Congresso degli Stati Uniti d'America (MACUSA) trasferisce il mago oscuro Gellert Grindelwald in Europa per essere processato, ma quest'ultimo fugge. Tre mesi più tardi, a Londra, Newt Scamander visita il Ministero della Magia per chiedere la restituzione del diritto ai viaggi internazionali, e si imbatte in Leta Lestrange, sua compagna di classe a Hogwarts e la fidanzata di suo fratello Theseus. Il Ministero accetta di concedere la richiesta di Newt se aiuta Theseus a localizzare Credence Barebone a Parigi, ma Newt rifiuta dopo aver saputo che dovrebbe lavorare con lo spietato cacciatore di taglie Gunnar Grimmson. Albus Silente chiede a Newt di trovare Credence, credendo che Credence sia il fratellastro di Leta, Corvus Lestrange V.
Newt riceve la visita dei suoi amici americani, Queenie Goldstein e il no-mag Jacob Kowalski che ha riacquistato i ricordi che aveva perso l'anno precedente. Newt è dispiaciuto di sapere che la sorella di Queenie, Tina, sta frequentando qualcuno dopo aver erroneamente creduto che Newt e Leta fossero fidanzati. Deduce poi dal comportamento strano di Jacob che Queenie lo ha incantato per una fuga d'amore con lo scopo di aggirare il divieto del MACUSA sul matrimonio tra maghi e no-mag. Dopo che Newt scioglie l'incantesimo, Jacob rifiuta le nozze con Queenie, temendo le conseguenze che avrebbe dovuto affrontare: lei parte dunque alla ricerca della sorella, che sta cercando Credence a Parigi, seguita da Newt e Jacob.
A Parigi, Credence fugge dal Circus Arcanus con una delle attrazioni del circo, Nagini, tenuta prigioniera dal proprietario. Partono così alla ricerca della madre naturale di Credence, e trovano Irma Dugard, la donna che lo aveva portato in America dandolo in adozione. Grimmson, che si rivela essere un seguace di Grindelwald, uccide Irma. Tina incontra Yusuf Kama, che pure è alla ricerca di Credence. Newt e Jacob seguono Yusuf fino a Tina, che è tenuta prigioniera e Yusuf imprigiona anche loro, spiegando che ha fatto un voto infrangibile giurando di uccidere il suo fratellastro, che crede essere Credence. Incapace di trovare Tina, Queenie, sconvolta, viene portata da Grindelwald; sapendo che Queenie è una legilimens, la lascia andare, non prima di convincerla a unirsi a lui, promettendole di realizzare il suo desiderio di sposare Jacob.
Newt e Tina si infiltrano nel Ministero della Magia francese per cercare i documenti che confermino l'identità di Credence, ma vengono scoperti da Leta e Theseus; Tina e Newt si riconciliano dopo che lui le spiega che non è mai stato fidanzato con Leta. La loro ricerca li porta alla tomba della famiglia Lestrange, dove trovano Yusuf, che rivela di star eseguendo la richiesta di suo padre Mustafa di vendicare sua madre Laurena: la donna era stata rapita da Corvus Lestrange IV attraverso la Maledizione Imperius, ed era morta dando alla luce Leta, la sorellastra di Yusuf. Leta rivela poi di aver involontariamente causato la morte di Corvus V: salpata per l'America e incapace di sopportare i suoi continui piagnistei, scambiò il suo fratellino con un altro neonato, Credence; la nave affondò e Corvus annegò.
Il gruppo segue un sentiero fino a un raduno dei seguaci di Grindelwald, dove trovano Queenie e Jacob, che la stava cercando. Grindelwald mostra la visione di una futura guerra mondiale e si scaglia contro le leggi che vietano loro di prevenire una tale tragedia. Quando Theseus e gli Auror circondano il raduno, Grindelwald spinge i suoi seguaci a diffondere il suo messaggio in tutta Europa, e evoca un anello di fuoco blu che uccide gli Auror in ritirata e che solo i suoi seguaci più fedeli possono attraversare in sicurezza. Queenie e Credence attraversano il fuoco, mentre Leta si sacrifica per consentire la fuga dei compagni. Mentre Grindelwald e i suoi seguaci se ne vanno, i maghi rimasti e l'alchimista immortale Nicolas Flamel estinguono il fuoco. Newt sceglie definitivamente di unirsi alla lotta contro Grindelwald.
A Hogwarts, Newt mostra a Silente una fiala rubata a Grindelwald, contenente un patto di sangue fatto tra Grindelwald e Silente da giovani, che impedisce loro di combattersi a vicenda; Silente crede però che possa essere distrutto. 
Nella scena a metà titoli di coda al castello di Nurmengard, in Austria, Grindelwald dona a Credence una bacchetta e gli rivela che il suo vero nome è Aurelius Silente.

## Personaggi
- Newt Scamander, interpretato da Eddie Redmayne e da Joshua Shea (da giovane): un impiegato dell'Ufficio Regolazione e Controllo delle Creature Magiche del Ministero della Magia britannico e un magizoologo. È un confidente di Albus Silente, nonostante sia stato emarginato da alcuni circoli della comunità magica britannica a causa del suo misterioso passato.[1]
- Porpentina "Tina" Esther Goldstein, interpretata da Katherine Waterston: un'Auror del Magico Congresso degli Stati Uniti d'America (MACUSA).[1]
- Jacob Kowalski, interpretato da Dan Fogler: un geniale no-mag e il proprietario di una pasticceria. È un amico di Newt e il principale interesse amoroso di Queenie.[1]
- Queenie Goldstein, interpretata da Alison Sudol: la bella e vivace sorella minore di Tina. È una potente legilimens ed è innamorata di Jacob, nonostante le leggi magiche vietino le relazioni con i no-mag.[1]
- Credence Barebone, interpretato da Ezra Miller: il figlio adottivo disturbato di Mary-Lou Barebone e un potente Obscurus.[1]
- Leta Lestrange, interpretata da Zoë Kravitz e da Thea Lamb e Ruby Woolfenden (da giovane): una strega emotivamente danneggiata, di cui Newt era innamorato. Discendente di una famiglia di purosangue, è fidanzata con Theseus Scamander, fratello di Newt, e lavora presso il Ministero della Magia.[1][2]
- Theseus Scamander, interpretato da Callum Turner: Il fratello maggiore di Newt Scamander, il fidanzato di Leta e un Auror che ha combattuto nella prima guerra mondiale, descritto come un "eroe di guerra".[2]
- Nagini, interpretata da Claudia Kim: un'amica di Credence, che è anche l'attrazione principale del Circus Arcanus e una Maledictus, una strega con una maledizione di sangue che la trasformerà in un serpente in modo permanente. Diventerà la fedele compagna di Lord Voldemort e un horcrux.[1][3]
- Yusuf Kama, interpretato da William Nadylam e da Isaac Domingos (da giovane): un mago franco-senegalese alla ricerca di Credence.[1][4]
- Abernathy, interpretato da Kevin Guthrie: l'ex-supervisore del MACUSA e un seguace di Grindelwald.[4]
- Albus Silente, interpretato da Jude Law e da Tony Regbo (da giovane): un mago estremamente influente e potente nella comunità magica britannica, conosciuto nel Ministero della Magia e in tutto il mondo dei maghi per la sua brillantezza accademica. È il professore di Difesa contro le Arti Oscure alla scuola di magia e stregoneria di Hogwarts.[1] Forte alleato di Newt Scamander, è chiamato a resistere al regno di terrore di Grindelwald. Da adolescente, lui e Grindelwald erano molto amici.[5]
- Gellert Grindelwald, interpretato da Johnny Depp e da Jamie Campbell Bower (da giovane): un famigerato e potente mago oscuro che ha causato violenza di massa, terrore e caos in tutto il mondo, cercando di guidare un nuovo ordine basato sulla sua forte convinzione della superiorità dei maghi. Da adolescente, lui e Silente erano molto amici.[5][6][7]

Carmen Ejogo riprende brevemente il suo ruolo di Seraphina Picquery, la presidentessa del MACUSA, dal primo film. Brontis Jodorowsky interpreta Nicolas Flamel, alchimista parigino del XIV secolo di 600 anni, che si crede abbia scoperto la pietra filosofale, e un amico e collega di Silente (il personaggio era già stato menzionato in precedenza in Harry Potter e la pietra filosofale). Fiona Glascott interpreta Minerva McGranitt da giovane. Poppy Corby-Tuech interpreta Vinda Rosier, fedele braccio destro di Grindelwald. Ingvar Eggert Sigurðsson interpreta Gunnar Grimmson, un potente cacciatore di taglie. Ólafur Darri Ólafsson interpreta Skender, il crudele capo e direttore del Circus Arcanus. L'attrice francese Danièle Hugues interpreta Irma Dugard, la bambinaia semi-elfica di Corvus. David Sakurai appare come Krall, l'ambizioso e imbronciato scagnozzo di Grindelwald. Victoria Yeates interpreta Bunty, l'assistente di Newt Scamander. Jessica Williams interpreta Eulalie "Lally" Hicks, una professoressa della scuola di magia e stregoneria di Ilvermorny che contatta Nicolas Flamel. Isaura Barbé-Brown interpreta Laurena Kama, la madre di Leta Lestrange e Yusuf Kama. Derek Riddell, Wolf Roth e Cornell John interpretano rispettivamente Torquil Travers, Spielman e Arnold Guzman. Keith Chanter interpreta Corvus Lestrange IV, il padre di Corvus V.

## Produzione

### Sviluppo
Nell'ottobre 2014, la Warner Bros. annunciò il film come parte di "almeno" una trilogia incentrata sugli Animali Fantastici e fissando la data del secondo al 16 novembre 2018. David Yates fu confermato come regista in tutti e tre i film.
Nel luglio 2016, Yates confermò che J. K. Rowling aveva già scritto la sceneggiatura per la pellicola. Yates parlò del film ad Entertainment Weekly, dicendo che il film avrebbe preso una nuova direzione rispetto al primo e che avrebbe introdotto nuovi personaggi nell'universo di Harry Potter. Alcuni mesi più tardi, fu reso noto che la serie cinematografica sugli Animali Fantastici sarebbe stata composta da cinque film e che Eddie Redmayne avrebbe ripreso il ruolo di Newt Scamander in tutti i film.

### Pre-produzione

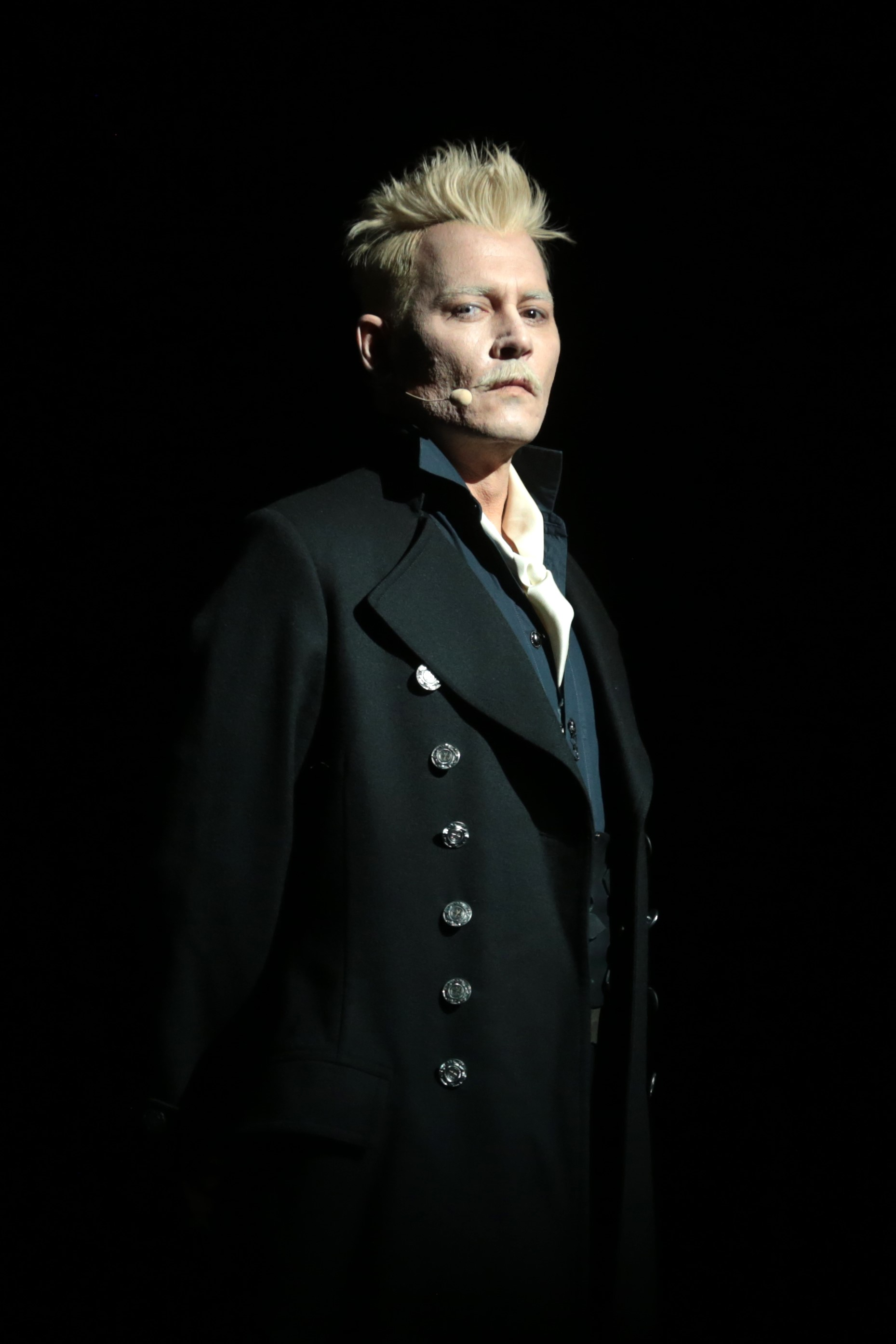
Johnny Depp nei panni di Gellert Grindelwald al San Diego Comic-Con International 2018

Zoë Kravitz ha ripreso il ruolo di Leta Lestrange, che sarebbe stato più importante dopo il cameo in Animali fantastici e dove trovarli. Il 1º novembre 2016 il sito Deadline riportò che Johnny Depp si è unito al cast del film per un ruolo ancora non specificato, che poi si rivelò essere Gellert Grindelwald, per cui ebbe un piccolo ruolo nel primo film ma ne avrebbe avuto uno decisamente maggiore nel secondo e nei film futuri. Yates confermò che il personaggio di Albus Silente sarebbe tornato nel secondo film ma che sarebbe stato interpretato da un attore più giovane e non da Michael Gambon, che vestiva i panni del personaggio nei film di Harry Potter. Il regista rivelò anche che il film sarebbe stato ambientato tra il Regno Unito e Parigi. Grandi nomi del cinema furono considerati per il ruolo, tra cui Christian Bale, Benedict Cumberbatch e Mark Strong. Anche Jared Harris, figlio di Richard Harris che interpretò Silente nei primi due film della serie di Harry Potter, fu preso in considerazione. Nel gennaio 2017 fu confermato che Ezra Miller avrebbero ripreso il ruolo di Credence Barebone dal primo film. Nell'aprile 2017 fu confermato Jude Law a interpretare Albus Silente, ai tempi in cui insegnava difesa contro le arti oscure ad Hogwarts. Il 21 aprile 2017 Callum Turner fu annunciato ad interpretare Theseus, il fratello maggiore di Newt. Il 3 luglio 2017 furono annunciati il cast, che include Claudia Kim, William Nadylam, Ingvar Sigurðsson, Ólafur Darri Ólafsson e Kevin Guthrie, e la sinossi della trama.

### Riprese
Le riprese del film iniziarono il 3 luglio 2017 agli Studi Leavesden di Londra e sono terminate il 20 dicembre dello stesso anno. A metà aprile 2018 iniziano le riprese aggiuntive, già concordate da tempo.
Il budget del film è stato di 200 milioni di dollari.

## Colonna sonora
Nel novembre 2016 viene confermato James Newton Howard come compositore, dopo aver lavorato al primo capitolo della serie.

### Tracce
La colonna sonora è stata messa in vendita dal 9 novembre 2018, distribuita da WaterTower Music, e contiene le seguenti tracce:
1. The Thestral Chase – 8:04
2. Newt and Leta – 2:32
3. Dumbledore – 2:11
4. The Kelpie – 1:32
5. Newt and Jacob Pack for Paris – 2:27
6. Nagini – 4:15
7. Newt Tracks Tina – 2:27
8. Queenie Searches for Jacob – 1:35
9. Irma and the Obscurus – 2:56
10. Blood Pact – 2:29
11. Capturing the Zouwu – 1:33
12. Traveling to Hogwarts – 1:06
13. Leta’s Flash – 4:40
14. Salamander Eyes – 2:38
15. Matagots – 2:15
16. Your Story is Our Story – 3:21
17. Leta’s Confession – 5:14
18. Vision of War – 3:49
19. Spread the Word – 4:01
20. Wands into the Earth – 4:04
21. Restoring Your Name – 6:20
22. Fantastic Beasts: The Crimes of Grindelwald – 2:40
23. Dumbledore’s Theme (Piano Solo) – 1:27
24. Fantastic Beasts Theme (Piano Solo) – 1:37
25. Leta’s Theme (Piano Solo) – 2:04

Durata totale: 77:17

## Promozione

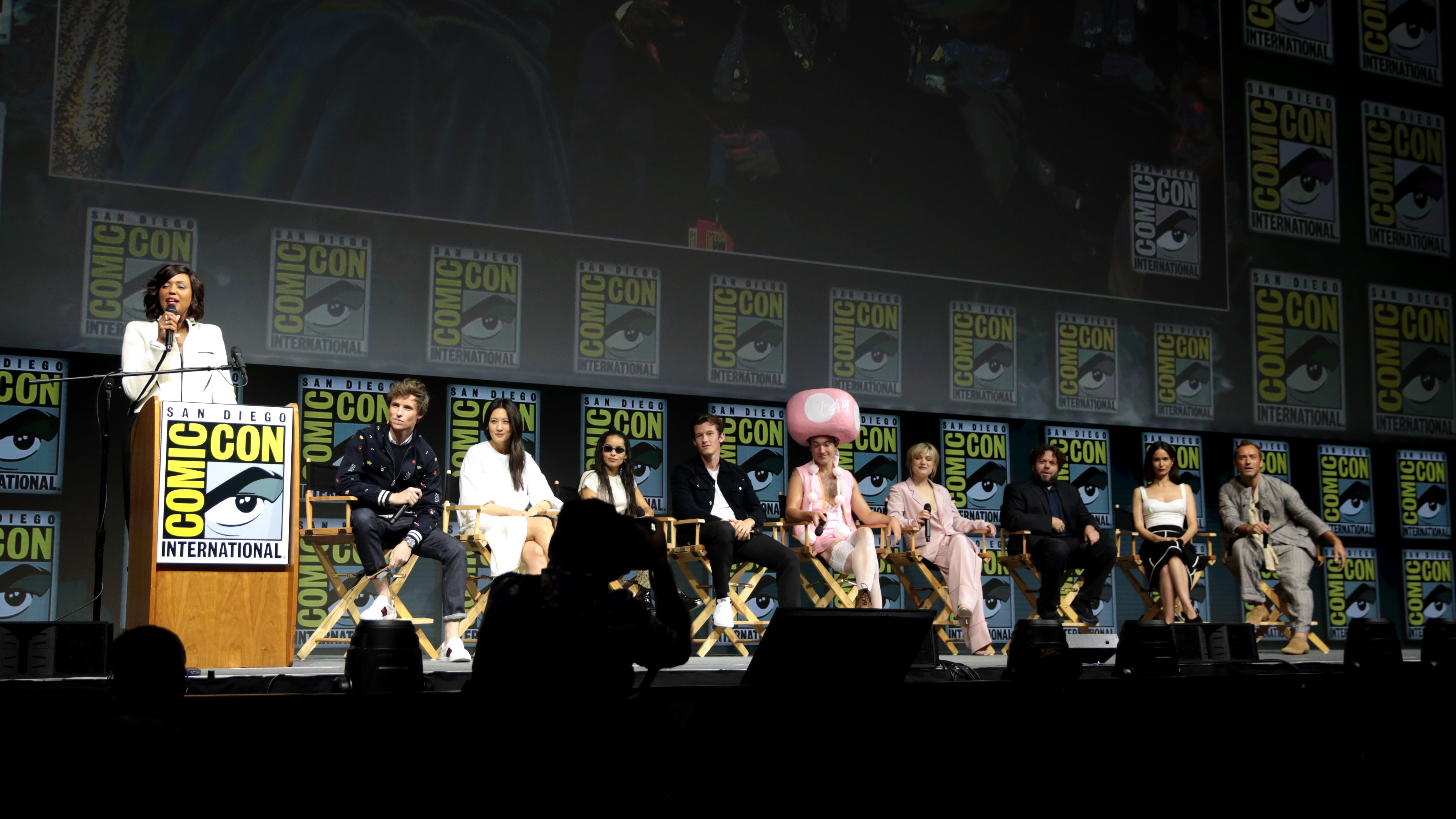
Parte del cast al San Diego Comic-Con International 2018. Da sinistra a destra: Eddie Redmayne, Claudia Kim, Zoë Kravitz, Callum Turner, Ezra Miller, Alison Sudol, Dan Fogler, Katherine Waterston e Jude Law.

Il primo teaser trailer del film viene diffuso il 12 marzo 2018, mentre il trailer viene diffuso il giorno seguente, 13 marzo. Il trailer esteso è stato proiettato al San Diego Comic-Con International il 21 luglio e diffuso di seguito online. Il 25 settembre 2018 è stato distribuito l'ultimo trailer.

## Distribuzione
La pellicola è stata distribuita nelle sale cinematografiche statunitensi a partire dal 16 novembre 2018, anche in 3D, IMAX ed IMAX 3D, mentre in quelle italiane dal giorno precedente, il 15 novembre.

### Edizione italiana
La direzione del doppiaggio e i dialoghi italiani sono a cura di Carlo Cosolo, per conto della Laser Digital Film.

### Divieti
Negli Stati Uniti il film è stato vietato ai minori di 13 anni per la presenza di "scene d'azione fantasy".

## Accoglienza

### Incassi
Il film ha incassato 159555901 $ nel Nord America e 496200000 $ nel resto del mondo, per un totale di 655755901 $.

### Critica
La critica ha accolto la pellicola con recensioni miste; sull'aggregatore Rotten Tomatoes riceve il 36% delle recensioni professionali positive con un voto medio di 5,3 su 10 basato su 337 critiche, mentre su Metacritic ottiene un punteggio di 52 su 100 basato su 48 recensioni.
Scott Menzel di We Live Entertainment e Simon Thompson di Forbes acclamano il film per le "sequenze di azione, immagini straordinarie e la performance di Johnny Depp", mentre Brendan Hodges di RogerEbert.com descrive il film come "un casino esagerato; la storia magica più pacchiana e peggiore della Rowling. Il film è un ippogrifo morto." James Mottram di GamesRadar elogia il film dicendo che "l'universo della Rowling si è appena ingrandito e reso più complesso, ma Yates non perde mai il suo tocco magico." Secondo William Bibbiani di TheWrap “I Crimini di Grindelwald probabilmente ha abbastanza trama per una miniserie di quattro ore, ma anche così, quello che abbiamo avuto è coinvolgente e grandioso. La sensazione che il mondo magico è davvero fantastico, è tornato nella serie."

## Riconoscimenti
- 2019 - Art Directors Guild Award[47]
  - Candidatura per i migliori costumi in un film fantastico
- 2019 - British Academy Film Awards[48][49]
  - Candidatura per la migliore scenografia a Stuart Craig
  - Candidatura per i migliori effetti speciali a Tim Burke, Andy Kind, Christian Manz e David Watkins
- 2019 - European Film Awards
  - Candidatura per il premio del pubblico
- 2019 - Satellite Award[50]
  - Candidatura per i migliori effetti visivi
  - Candidatura per la miglior scenografia a Stuart Craig
  - Candidatura per i migliori costumi a Colleen Atwood
- 2019 - Saturn Award[51]
  - Candidatura per il miglior film fantasy
- 2019 - Teen Choice Awards[52]
  - Candidatura per il miglior film fantasy / di fantascienza
  - Candidatura per la migliore attrice in un film fantasy / di fantascienza a Katherine Waterston
  - Candidatura per il miglior cattivo a Johnny Depp

## Casi mediatici
Prima della sua uscita nelle sale, la pellicola è stata fortemente criticata da una minoranza vocale perché non affronta esplicitamente l'orientamento sessuale di Silente. Anche l'attore Ian McKellen, omosessuale dichiarato, critica la scelta con un commento ironico:
(Ian McKellen)
Il film è stato anche criticato da suddetta minoranza vocale per la scelta di far interpretare Gellert Grindelwald da Johnny Depp, che era stato accusato dalla ex-moglie Amber Heard di violenza domestica, nonostante Depp sia stato provato e dichiarato innocente dopo una lunga battaglia legale e Heard provata e dichiarata colpevole di violenza domestica, calunnia e diffamazione e falsa testimonianza e costretta a risarcire Depp con 10,35 milioni di dollari, anche per danni punitivi.

## Sequel
Il 13 ottobre 2016 la stessa J. K. Rowling aveva annunciato che i film della serie sarebbero stati cinque. Il 12 dicembre 2018 la Rowling rivelò di aver completato il copione del terzo film, e che l'uscita del film era prevista per il 20 novembre 2020. Nello stesso mese la scrittrice confermò che una delle location del film sarebbe stata Rio de Janeiro. Il 4 gennaio 2019 la Warner Bros. rivelò che le riprese sarebbero partite in estate, probabilmente a luglio, confermando David Yates alla regia e la Rowling come sceneggiatrice. In un'intervista al Los Angeles Times lo scenografo Stuart Craig ha annunciato Berlino come papabile location del film insieme a Rio. Il 14 gennaio Katherine Waterston confermò il suo ritorno nel terzo film. Il 19 gennaio il sito Deadline riportò la notizia che le riprese sarebbero slittate nell'autunno 2019, scelta motivata secondo il sito dagli incassi inferiori alle aspettative del secondo capitolo.
Il 23 gennaio il regista Yates rivelò che il nuovo film sarebbe stato più semplice rispetto al secondo e che di conseguenza non era certa la data d'uscita fissata al novembre 2020. Il 7 febbraio Dan Fogler confermò il rinvio delle riprese e rivelò che il film sarebbe stato gigantesco. Il 16 febbraio la Warner Bros. rinviò ufficialmente l'uscita del film a data da destinarsi. Il 28 febbraio il presidente della Warner Bros. rivelò che la Rowling stava riscrivendo lo script del film, e che sarebbe stato meno complesso rispetto al secondo per appianare il calo al botteghino del secondo film. Il 12 marzo Jude Law confermò che sarebbe tornato sul set nel 2020. Il 30 aprile venne annunciata la nuova data d'uscita del film, fissata al 12 novembre 2021. Al Toronto International Film Festival di fine settembre 2019, Eddie Redmayne annuncia che le riprese inizieranno nei primi mesi del 2020, mentre la sceneggiatura è ancora in fase di lavorazione. Nell'ottobre 2019 Dan Fogler rivela che l'inizio delle riprese è stato fissato per il febbraio 2020.
Nel novembre 2019 arriva la conferma ufficiale della Warner Bros. sul cast e l'ambientazione del terzo film; la storia si svolgerà in gran parte a Rio de Janeiro, mentre gli attori che torneranno nei loro ruoli sono Eddie Redmayne, Jude Law, Johnny Depp, Ezra Miller, Katherine Waterston, Alison Sudol, Dan Fogler e Jessica Williams.
Dopo aver perso la causa contro il Sun, che lo definiva "picchiatore di mogli", Johnny Depp annuncia di aver rinunciato al ruolo nel terzo capitolo su esplicita richiesta della Warner Bros. con la conseguenza che il film è stato posticipato di un anno, al 2022. Pochi giorni dopo, Depp viene sostituito da Mads Mikkelsen.
Le riprese del sequel sono terminate nel marzo 2021 e la data di uscita è stata fissata al 15 luglio 2022; nel settembre 2021 la data viene anticipata al 15 aprile 2022 e viene annunciato il titolo: Animali fantastici - I segreti di Silente (Fantastic Beasts: The Secrets of Dumbledore).